# ميل ماكننيس
ميل ماكننيس (بالإنجليزية: Mel McInnes)‏ هو حكم كركيت ‏ أسترالي، ولد في 30 أغسطس 1915، وتوفي في 23 يوليو 1996.

## وصلات خارجية
- ميل ماكننيس على موقع إي آس بي آن كريك إنفو (الإنجليزية)